# 恐怖谷理论
恐怖谷理論（另名詭異谷）是一個關於人類對機器人和非人類物體的感覺的假設。它在1970年由日本机器人专家森政弘提出，但「恐怖谷」一詞由恩斯特·延奇於1906年的論文《恐怖谷心理學》中提出，而他的觀點在佛洛伊德的1919年論文《恐怖谷》中有所闡述，因而成為著名理論。
森政弘的假設指出，由於機器人與人類在外表、動作上相似，所以人類亦會對機器人產生正面的情感；直到一個特定程度，他們的反應便會突然變得極為負面。哪怕機器人與人類只有一點點的差别，都會顯得非常顯眼刺眼，顯得非常僵硬恐怖，使人有面對殭屍的感覺。可是，當機器人和人類的相似度繼續上升，相當於普通人之間的相似度的時候，人類對他們的情感反應會再度回到正面，產生人類與人類之間的移情作用。
「恐怖谷」一詞用以形容人類對跟他們相似到特定程度之機器人的排斥反應。而「谷」就是指在研究裡「好感度對相似度」的關係圖中，在相似度臨近100%前，好感度突然墜至反感水準，回升至好感前的那段範圍。

## 基礎理論

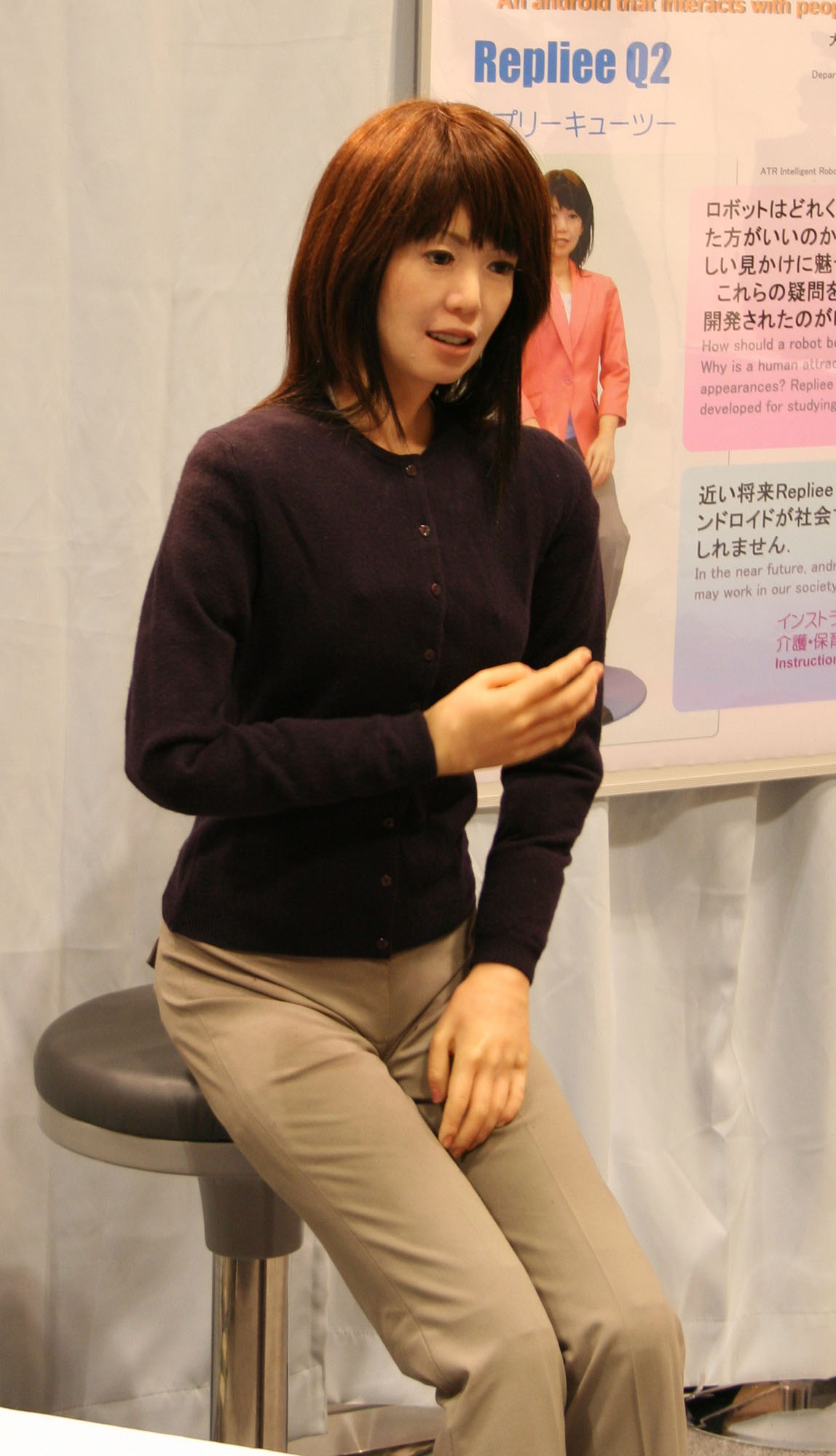
日本的Repliee Q2机器人，有人对它感到反感和惊悚。

恐怖谷現象可以用以下想法解釋，如果一個實體「不夠擬人」，那它的類人特徵就會顯眼並且容易辨認，產生移情作用。在另一方面，要是一個實體「足夠擬人」，那它的非類人特徵就會成為顯眼的部份，在人類觀察者眼中產生一種古怪的感覺。
另一個可能性是，患病者與屍體跟一些類人機器人有很多視覺上的畸形相似，引出觀察者同樣的惊慌和情緒反應。這種反應在機器人上比屍體來得更糟，因為人們能輕易明白自己對屍體起厭惡感覺的原因，卻無法清楚了解自己為何對機器人產生這種厭惡。行為上的畸形包括疾病的行為特徵、神經學上的狀態甚或精神上的機能障礙，於是喚起觀察者嚴重的負面情緒。
這現象也能用進化心理學的理論解釋。首先，處於恐怖谷的實體已足夠地擬人，能被視為人類物種的一員。根據進化心理學的理論，經過數百萬年的物競天擇，沒有被大自然淘汰的現存人類腦部中有一種邏輯偏袒性，提供一種高度能力去感應並且排斥那些反映遺傳性疾病或缺乏健康的，整體外表上的人類畸型。因此在有意或無意間，那些反常的類人個體在人類基因庫中會有的潛在衝擊，同樣會引起觀察者的警惕。這解釋了為甚麼人類通常不覺得能進行性接觸的類人實體十分有魅力。

## 反面意见
一些机器人学家激烈批评该理论，认为森政弘对于图表的右端没有任何根据，因为人型机器人只是在近几年才在是在技术上可行的。机器人学家David Hanson曾复制了其女友的头部，认为恐怖谷理论是「伪科学，但被人当成了真正的科学」。卡耐基梅隆大学人机互動专家Sara Kiesler也曾对此理论表示质疑，认为雖有证据支持该理论，但也有证据反对该理论。

## 電影中的恐怖谷
縱使一般的實驗結果及應用僅限於機器人身上，恐怖谷的原理甚至可以伸延應用於電腦動畫的角色上。美國的電影評論家Roger Ebert曾應用恐怖谷的概念於電影中類人角色的化妝及服裝上，特別在《萤火虫之墓》（節子將死時）中。
有些人認為恐怖谷是製作電腦動畫的難處。很多針對電腦動畫的影評都引恐怖谷為他們不喜歡某特定電影的原因。這個理論引申出如果希望令人類對某物件的好感度增加，就要盡量在卡通人物的外表上少加入些人類特徵，以免墮入「恐怖谷陷阱」。
電影中恐怖谷的例子，可以在皮克斯公司的《小錫兵》中找到。電影中嬰孩的臉全由電腦繪出，跟人類差別不大，但卻引起小孩子的恐懼和反感。二維影象令恐怖谷的效果減弱，但嬰孩的臉部細節依然令人物看起來既邪惡又世故。而迪士尼公司出品的三維電腦動畫片《無敵破壞王》中，「漩渦」（Turbo）這個角色則為恐怖谷應用在反派角色塑造上的成功例子。
改編自OVA動畫《銃夢》（原作為同名漫畫）的2019年CG動畫電影裡，女主角大得異於常人的眼睛也令人切實地感受到恐怖谷理論的存在。

## 藝術作品中的恐怖谷理論
對於恐怖谷理論，作家斯科特·麥克勞德在他的作品認識漫畫（Understanding Comics）中提出另一個版本的剖析。他指出，一些結構簡單的卡通人物，更能為讀者保留想像空間及增強他們的認同感，如蛋黃哥。因此，一個簡單的卡通人物能使讀者代入他們的自我認知；相反地，要是卡通人物的結構漸趨複雜甚至到接近照片的程度，人們會感到那是遠離自己的「他」，對認知感到困難，動畫《惡之華》便是一例。
麦克劳德主要從事具像派藝術，例如電子遊戲、漫畫與動畫，而非像森政弘般探討真實世界中的類人實體。森政弘的一篇短論文也曾提及藝術作品上的恐怖谷理論：他提出人類圖案的藝術「理想化」會比真實人類的臉孔更能令好感回升（以佛的傳統表達方式作為例子）。

## 遊戲中的恐怖谷
隨著遊戲機與個人電腦的發展，電子遊戲中的恐怖谷現象將會越趨常見，特別在「次世代」的硬體中。图形处理器的製造商NVIDIA及ATI（現在為AMD）製造了技術展示樣本，描繪出更真實的人類特徵。
在過去的E3电子娱乐展览中，索尼曾展示一些繪像已進入恐怖谷的預售硬件。在2000年，索尼以PlayStation 2的Emotion Engine展示了一個真實的老人臉孔。在2005年，索尼展示了影星在真實燈光散射下的臉孔表情變化。2006年，藝電公司展示了以一種嶄新表情捕足技術所繪製的頭部，而這正是她在市場上稱之為Playable Universal Capture（或簡稱為UCAP）的技術。另一件展示品則來自預售的《暴雨殺機》。電影中展示一個女人正聆聽遊戲的一部份。

## 外部連結
- Mori, Masahiro (1970). Bukimi no tani The uncanny valley (K. F. MacDorman & T. Minato, Trans.). Energy, 7（4）, 33–35. (Originally in Japanese)
- Mori, Masahiro (2005). On the Uncanny Valley （页面存档备份，存于）. Proceedings of the Humanoids-2005 workshop: Views of the Uncanny Valley （页面存档备份，存于）. 5 December 2005, Tsukuba, Japan.
- MacDorman, Karl F. （页面存档备份，存于）（2005）. Androids as an experimental apparatus: Why is there an uncanny valley and can we exploit it?[永久] CogSci-2005 Workshop: Toward Social Mechanisms of Android Science, 106-118. (An English translation of Mori's "The Uncanny Valley" made by Karl MacDorman and Takashi Minato appears in Appendix B of the paper.)
- MacDorman, Karl F. （页面存档备份，存于） & Ishiguro, H. （页面存档备份，存于）（2006）. The uncanny advantage of using androids in cognitive science research. Archive.today的存檔，存档日期2012-12-03 Interaction Studies, 7（3）, 297-337.
- MacDorman, K. F. （页面存档备份，存于）（2006）. Subjective ratings of robot video clips for human likeness, familiarity, and eeriness: An exploration of the uncanny valley. （页面存档备份，存于） ICCS/CogSci-2006 Long Symposium: Toward Social Mechanisms of Android Science. July 26, 2005. Vancouver, Canada.
- IEEE （页面存档备份，存于）-RAS Humanoids-2005 Workshop: Views on the Uncanny Valley （页面存档备份，存于）. Was held in Tsukuba, Japan, near Tokyo on December 5, 2005.
- The Man Who Mistook His Girlfriend For A Robot (Dan Ferber, Popular Science, September 2003)
- The Uncanny Valley （页面存档备份，存于）（Dave Bryant）
- Almost too human and lifelike for comfort - research journal for an uncanny valley PhD project
- Relation between motion and appearance is communication between androids and humans
- Android Science video, the Discovery Channel, 24 March 2005, discusses android science, the uncanny valley and features an Actroid.
- Wired article: "Why is this man smiling?", June 2002. （页面存档备份，存于）
- The Polar Express: A Virtual Train Wreck, Part 1 （页面存档备份，存于） - Animation Director Ward Jenkins （页面存档备份，存于） discusses in length about the use of motion capture in the film. In Part 2 （页面存档备份，存于）, he tries to "fix" the uncanny valley problem by using Photoshop to tweak some of the characters in the film.